# Rumigny (Somme)
Pour les articles homonymes, voir Rumigny.
Rumigny est une commune française située dans le département de la Somme, en région Hauts-de-France.

## Géographie

### Localisation
Rumigny est un village picard de l'Amiénois.
À vol d'oiseau, la localité est située à 8 km au nord-ouest d'Ailly-sur-Noye, 10 km au sud d'Amiens, 20 km au sud-ouest de Corbie et à 43 km au nord-est de Beauvais.
Le territoire de la commune est limitrophe de ceux de six communes.
Les communes limitrophes sont Grattepanche, Hébécourt, Oresmaux, Sains-en-Amiénois, Saint-Fuscien et Saint-Sauflieu.

### Hydrographie
La commune est située dans le bassin Artois-Picardie. Elle n'est drainée par aucun cours d'eau.

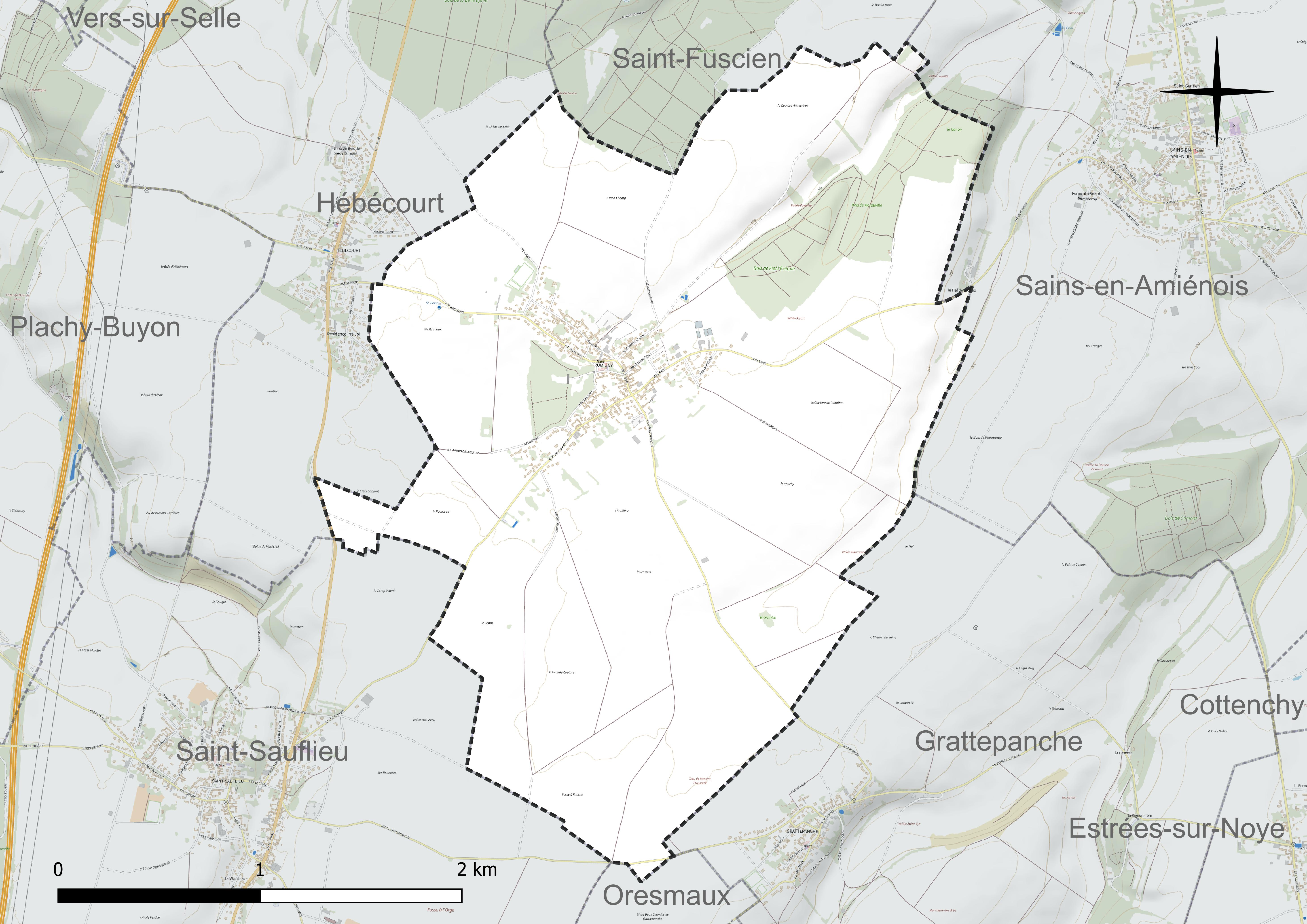
Réseau hydrographique de Rumigny.

### Climat
Pour des articles plus généraux, voir Climat des Hauts-de-France et Climat de la Somme.
En 2010, le climat de la commune est de type climat océanique dégradé des plaines du Centre et du Nord, selon une étude du CNRS s'appuyant sur une série de données couvrant la période 1971-2000. En 2020, Météo-France publie une typologie des climats de la France métropolitaine dans laquelle la commune est exposée à un climat océanique et est dans la région climatique Nord-est du bassin Parisien, caractérisée par un ensoleillement médiocre, une pluviométrie moyenne régulièrement répartie au cours de l'année et un hiver froid (3 °C).
Pour la période 1971-2000, la température annuelle moyenne est de 10,2 °C, avec une amplitude thermique annuelle de 14,3 °C. Le cumul annuel moyen de précipitations est de 702 mm, avec 11,9 jours de précipitations en janvier et 8,6 jours en juillet. Pour la période 1991-2020, la température moyenne annuelle observée sur la station météorologique la plus proche, située sur la commune de Glisy à 12 km à vol d'oiseau, est de 11,1 °C et le cumul annuel moyen de précipitations est de 646,6 mm,. Pour l'avenir, les paramètres climatiques de la commune estimés pour 2050 selon différents scénarios d'émission de gaz à effet de serre sont consultables sur un site dédié publié par Météo-France en novembre 2022.

## Urbanisme

### Typologie
Au 1er janvier 2024, Rumigny est catégorisée bourg rural, selon la nouvelle grille communale de densité à sept niveaux définie par l'Insee en 2022.
Elle est située hors unité urbaine. Par ailleurs la commune fait partie de l'aire d'attraction d'Amiens, dont elle est une commune de la couronne,. Cette aire, qui regroupe 369 communes, est catégorisée dans les aires de 200 000 à moins de 700 000 habitants,.

### Occupation des sols
L'occupation des sols de la commune, telle qu'elle ressort de la base de données européenne d'occupation biophysique des sols Corine Land Cover (CLC), est marquée par l'importance des territoires agricoles (86,2 % en 2018), une proportion sensiblement équivalente à celle de 1990 (86,7 %). La répartition détaillée en 2018 est la suivante : 
terres arables (86,2 %), zones urbanisées (7 %), forêts (6,8 %). L'évolution de l'occupation des sols de la commune et de ses infrastructures peut être observée sur les différentes représentations cartographiques du territoire : la carte de Cassini (XVIIIe siècle), la carte d'état-major (1820-1866) et les cartes ou photos aériennes de l'IGN pour la période actuelle (1950 à aujourd'hui).

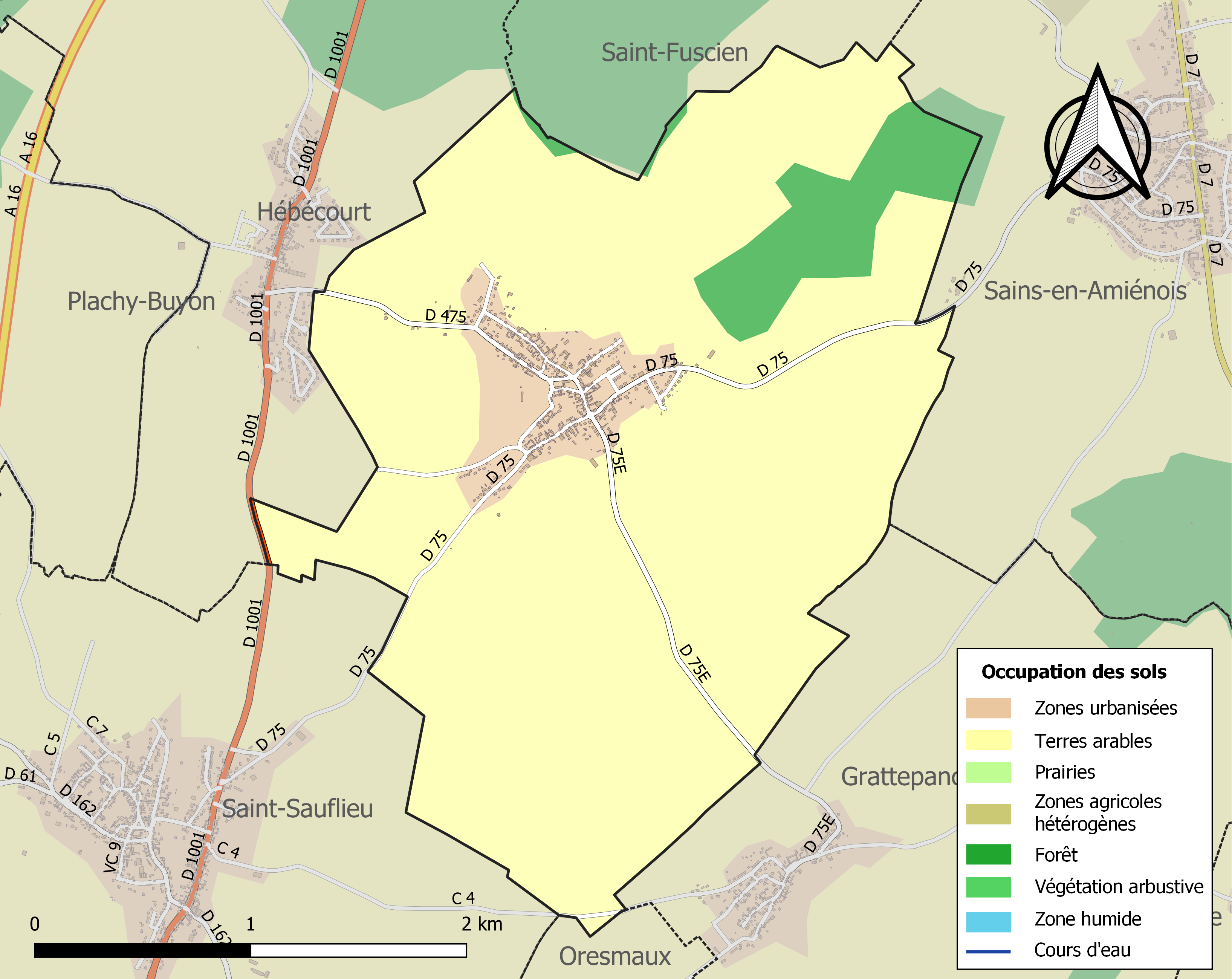
Carte des infrastructures et de l'occupation des sols de la commune en 2018 (CLC).

### Voies de communication et transports
La localité est desservie par les lignes de bus du réseau Trans'80, chaque jour de la semaine, sauf le dimanche.

## Toponymie
Les noms de Ruminetum (1066), Rumeni (1168), Ruminiacum (1192), Rumegni (1238), Rumegny (1301), relevés au cours des siècles, évoquent un lieu dont le nom est lié à son propriétaire dans les premiers siècles de notre ère.

## Histoire

### Préhistoire
Un grand nombre d'outils en silex (certains en pierre polie) ont été trouvés sur les terres de Rumigny. Elles étaient donc cultivées au Néolithique, observation confirmée par des tessons de poterie, des traces de feu, des fragments de meules à grains. Un de ces foyers était situé chemin de la Bachie. Dès le Paléolithique, l'abondance de silex taillés atteste du passage fréquent de chasseurs.

### Moyen Âge
L'église et le château sont déjà présents dans le village qui dépend de la seigneurie de Boves.
Le château est détruit sous Louis XIV, le seigneur s'étant opposé au roi.

### Temps modernes
Le nouveau château est construit au XVIIIe siècle.
En juin 1940, la population évacue le village. De violents combats conduiront à la quasi-totale destruction du centre de la localité.

## Politique et administration
| Période                                  | Période                      | Identité            | Étiquette | Qualité                                         |
| ---------------------------------------- | ---------------------------- | ------------------- | --------- | ----------------------------------------------- |
| Les données manquantes sont à compléter. |                              |                     |           |                                                 |
| 1977                                     | 2014                         | François Delecolle  | ÉCO       | Vice-président d'Amiens métropole (2008 → 2014) |
| 2014                                     | En cours (au 8 octobre 2020) | M. Dominique Evrard |           | Réélu pour le mandat 2020-2026                  |

## Population et société

### Démographie
L'évolution du nombre d'habitants est connue à travers les recensements de la population effectués dans la commune depuis 1793. Pour les communes de moins de 10 000 habitants, une enquête de recensement portant sur toute la population est réalisée tous les cinq ans, les populations de référence des années intermédiaires étant quant à elles estimées par interpolation ou extrapolation. Pour la commune, le premier recensement exhaustif entrant dans le cadre du nouveau dispositif a été réalisé en 2007.

En 2022, la commune comptait 623 habitants, en évolution de +4,88 % par rapport à 2016 (Somme : −1,26 %, France hors Mayotte : +2,11 %).
| 1793 | 1800 | 1806 | 1821 | 1831 | 1836 | 1841 | 1846 | 1851 |
| ---- | ---- | ---- | ---- | ---- | ---- | ---- | ---- | ---- |
| 430  | 470  | 524  | 557  | 593  | 610  | 611  | 661  | 644  |

| 1856 | 1861 | 1866 | 1872 | 1876 | 1881 | 1886 | 1891 | 1896 |
| ---- | ---- | ---- | ---- | ---- | ---- | ---- | ---- | ---- |
| 637  | 601  | 606  | 558  | 514  | 476  | 477  | 446  | 411  |

| 1901 | 1906 | 1911 | 1921 | 1926 | 1931 | 1936 | 1946 | 1954 |
| ---- | ---- | ---- | ---- | ---- | ---- | ---- | ---- | ---- |
| 423  | 402  | 373  | 319  | 272  | 292  | 283  | 235  | 295  |

| 1962 | 1968 | 1975 | 1982 | 1990 | 1999 | 2006 | 2007 | 2012 |
| ---- | ---- | ---- | ---- | ---- | ---- | ---- | ---- | ---- |
| 347  | 332  | 424  | 476  | 529  | 567  | 578  | 580  | 559  |

| 2017 | 2022 | - | - | - | - | - | - | - |
| ---- | ---- | - | - | - | - | - | - | - |
| 611  | 623  | - | - | - | - | - | - | - |

### Enseignement
Le regroupement pédagogique Grattepanche-Rumigny-Hébécourt scolarise les enfants du village.

## Culture locale et patrimoine

### Lieux et monuments
- Église des Saints-Innocents.
- Chapelle funéraire dans le cimetière. Elle appartient aux propriétaires du château[27].
- Chapelle Notre-Dame-du-Sacré-Cœur, de 1875, rue de Saint-Sauflieu[27].
- Oratoire Saint-Joseph, rue de Grattepanche[27].